# Брайденбах (Гессен)
Брайденбах (нем. Breidenbach) — община в Германии, в земле Гессен. Подчиняется административному округу Гиссен. Входит в состав района Марбург-Биденкопф. Население составляет 6871 человек (на 31 декабря 2010 года). Занимает площадь 44,83 км². Община подразделяется на 7 сельских округов.

## Население
| Год  | Численность | Численность |
| ---- | ----------- | ----------- |
| 2017 | 6809        | [ 1 ]       |
| 2019 | 6711        | [ 4 ]       |
| 2021 | 6711        | [ 5 ]       |
| 2022 | 6802        | [ 6 ]       |
| 2023 | 6778        | [ 2 ]       |